# 小行星5155
小行星5155（5155 Denisyuk）是一颗绕太阳运转的小行星，为主小行星带小行星。该小行星于1972年4月18日发现。

## 轨道参数
小行星5155的轨道半长轴为3.1191619 UA，离心率为0.136。